# Stazione di Livorno Ferraris
La stazione di Livorno Ferraris è una stazione ferroviaria della linea Torino-Milano al servizio dell'omonimo comune.

## Storia
La stazione risulta attivata dal 20 ottobre 1856, in concomitanza all'attivazione del tronco Torino-Novara. Fu voluta fortemente da Camillo Benso Conte di Cavour.
Svolse un importante ruolo nel territorio circostante, soprattutto nel periodo industriale; nello scalo ferroviario fu infatti realizzato un polo per le merci, utilizzato fino ai primi anni novanta (grazie soprattutto allo stabilimento della Pirelli). Lo scalo merci fu poi successivamente dismesso.
A seguito della statizzazione delle ferrovie, tra il 1905 e il 1906, la linea venne incorporata nella rete statale e l'esercizio degli impianti fu assunto dalle Ferrovie dello Stato.
Dal 2001 la gestione dell'intera linea, e con essa quella della stazione di Livorno Ferraris, passò in carico a Rete Ferroviaria Italiana la quale ai fini commerciali classifica l'impianto nella categoria "Silver".

## Strutture ed impianti
La stazione è dotata di 3 binari passanti, di cui i primi due di corretto tracciato. Sul primo binario circolano i treni in senso di marcia verso Torino, sul secondo quelli verso Milano, mentre il terzo di deviato tracciato è usato per le precedenze. I marciapiedi sono collegati da un sottopassaggio pedonale. È presente anche un binario tronco in direzione Milano.
Il fabbricato viaggiatori della stazione si dispone su due piani. Ospita una sala d'attesa per i viaggiatori e la biglietteria.

## Movimento
La stazione è servita da treni regionali della tratta Novara-Ivrea svolti da Trenitalia nell'ambito del contratto di servizio stipulato con la Regione Piemonte.

## Servizi
Nella stazione, che RFI classifica nella categoria "Silver", sono presenti pannelli d'informazione audio e video per le partenze dei treni. Essa di:
- Biglietteria automatica
- Sala d'attesa